# Târgu Trotuș
Târgu Trotuș è un comune della Romania di 5 598 abitanti, ubicato nel distretto di Bacău, nella regione storica della Moldavia.
Il comune è formato dall'unione di 3 villaggi: Târgu Trotuș, Tuta, Viișoara.